# Galbella lacustris
Galbella lacustris es una especie de escarabajo del género Galbella, familia Buprestidae. Fue descrita científicamente por Obenberger en 1924.